# Parrocchie dell'arcidiocesi di Vercelli

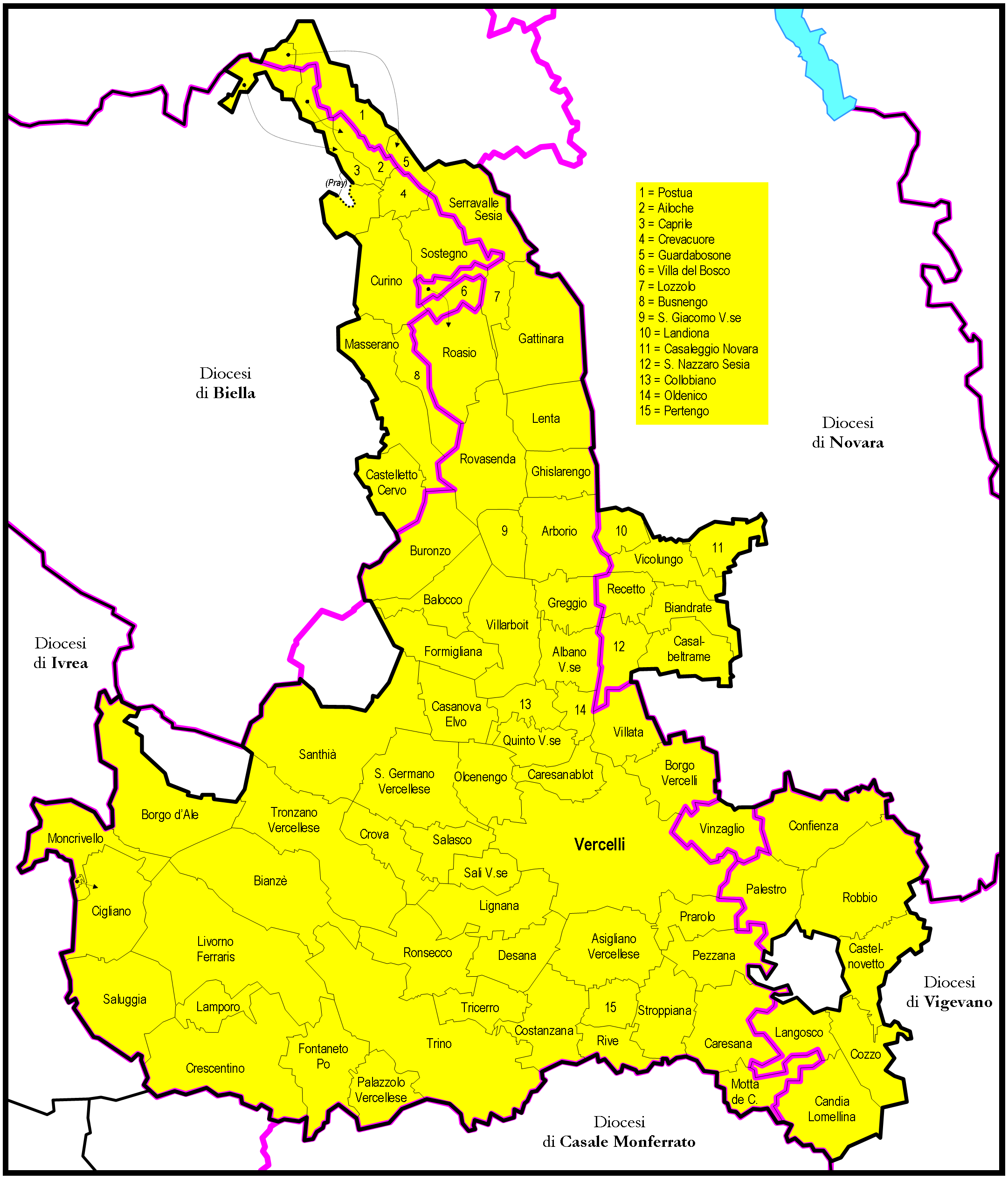
Il territorio della diocesi

## Vicariati
L'arcidiocesi di Vercelli è organizzata in 6 vicariati.

### Vicariato di Vercelli
| Parrocchia                          | Patrono                       | Comune   | Frazione/Quartiere | Web |
| ----------------------------------- | ----------------------------- | -------- | ------------------ | --- |
| Cattedrale di Sant'Eusebio          | Sant'Eusebio                  | Vercelli | centro             |     |
| B. V. Assunta                       | Santa Maria Assunta           | Vercelli | sud                |     |
| B. V. di Lourdes                    | Nostra Signora di Lourdes     | Vercelli | centro             |     |
| Larizzate                           | Beata Vergine Assunta         | Vercelli | Larizzate          |     |
| SS. Tommaso e Teonesto in San Paolo | Santi Tommaso e Teonesto      | Vercelli | centro             |     |
| San Cristoforo                      | San Cristoforo                | Vercelli | centro             |     |
| Regina Pacis                        | Santa Maria Regina della Pace | Vercelli | centro-ovest       |     |
| Sacro Cuore                         | Sacro Cuore di Gesù           | Vercelli | centro-nord        |     |
| San Bernardo                        | San Bernardo                  | Vercelli | centro             |     |
| San Giuseppe                        | San Giuseppe                  | Vercelli | centro-est         |     |
| San Pietro                          | San Pietro Apostolo           | Vercelli | centro-sud         |     |
| Sant'Agnese in San Francesco        | Sant'Agnese                   | Vercelli | centro             |     |
| Santa Maria Maddalena               | Santa Maria Maddalena         | Vercelli | centro-sud         |     |
| Spirito Santo                       | Spirito Santo                 | Vercelli | centro             |     |
| Santissimo Salvatore                | Santissimo Salvatore          | Vercelli | centro             |     |

### Vicariato di Arborio-Buronzo
| Parrocchia              | Patrono                                | Comune                 | Frazione/Quartiere | Web |
| ----------------------- | -------------------------------------- | ---------------------- | ------------------ | --- |
| Arborio                 | San Martino Vescovo                    | Arborio                | centro             |     |
| Buronzo                 | Sant'Abbondio                          | Buronzo                | centro             |     |
| Albano                  | Beata Vergine Assunta                  | Albano Vercellese      | centro             |     |
| Balocco                 | Santi Michele e Antonio Abate          | Balocco                | centro             |     |
| Caresanablot            | Santa Cecilia                          | Caresanablot           | centro             |     |
| Casanova Elvo           | San Martino Vescovo                    | Casanova Elvo          | centro             |     |
| Castelletto Cervo       | Santi Pietro, Paolo e Tommaso Apostoli | Castelletto Cervo      | centro             |     |
| Collobiano              | Beata Vergine del Rosario              | Collobiano             | centro             |     |
| Formigliana             | Beata Vergine Assunta                  | Formigliana            | centro             |     |
| Fornace Crocicchio      | Nostra Signora del Rosario di Fatima   | Formigliana            | Fornace Crocicchio |     |
| Ghislarengo             | Santa Maria Assunta                    | Ghislarengo            | centro             |     |
| Greggio                 | Santi Quirico e Giulitta               | Greggio                | centro             |     |
| Lenta                   | San Pietro Apostolo                    | Lenta                  | centro             |     |
| Olcenengo               | Santi Quirico e Giulitta               | Olcenengo              | centro             |     |
| Oldenico                | San Lorenzo Martire                    | Oldenico               | centro             |     |
| Quinto Vercellese       | Santi Nazario e Celso                  | Quinto Vercellese      | centro             |     |
| Rovasenda               | Maria Santissima Assunta               | Rovasenda              | centro             |     |
| San Marco di Villarboit | San Marco Evangelista                  | Villarboit             | San Marco          |     |
| San Giacomo Vercellese  | San Giacomo Apostolo                   | San Giacomo Vercellese | centro             |     |
| Villarboit              | Santi Pietro e Paolo Apostoli          | Villarboit             | centro             |     |

### Vicariato di Gattinara
| Parrocchia               | Patrono                                 | Comune           | Frazione/Quartiere | Web |
| ------------------------ | --------------------------------------- | ---------------- | ------------------ | --- |
| Gattinara                | San Pietro Apostolo                     | Gattinara        | centro             |     |
| Ailoche                  | San Bernardo                            | Ailoche          | centro             |     |
| Brusnengo                | Santi Pietro e Paolo Apostoli           | Brusnengo        | centro             |     |
| Caraceto                 | San Bernardo da Mentone                 | Brusnengo        | Caraceto           |     |
| Caprile                  | San Carlo Borromeo                      | Crevacuore       | Caprile            |     |
| Casa del Bosco           | Santa Caterina                          | Sostegno         | Casa del Bosco     |     |
| Crevacuore               | Beata Vergine Assunta                   | Crevacuore       | centro             |     |
| Curino                   | Santi Maria, Martino, Bonomio e Nicolao | Curino           | centro             |     |
| Flecchia                 | Sant'Ambrogio                           | Pray             | Flecchia           |     |
| Gattinara - San Bernardo | San Bernardo Abate                      | Gattinara        | San Bernardo       |     |
| Guardabosone             | Sant'Agata                              | Guardabosone     | centro             |     |
| Lozzolo                  | San Giorgio Martire                     | Lozzolo          | centro             |     |
| Masserano                | Santissima Annunziata                   | Masserano        | centro             |     |
| Pianceri                 | San Grato                               | Pray             | Pianceri Alto      |     |
| Postua                   | Beata Vergine Assunta                   | Postua           | centro             |     |
| San Giorgio di Roasio    | San Giorgio Martire                     | Roasio           | San Giorgio        |     |
| San Maurizio di Roasio   | Santi Maurizio e Rocco                  | Roasio           | San Maurizio       |     |
| Sant'Eusebio di Roasio   | Sant'Eusebio                            | Roasio           | Sant'Eusebio       |     |
| Santa Maria di Roasio    | Santa Maria                             | Roasio           | Santa Maria        |     |
| Serravalle               | San Giovanni Battista                   | Serravalle Sesia | centro             |     |
| Sostegno                 | San Lorenzo Martire                     | Sostegno         | centro             |     |
| Villa del Bosco          | San Lorenzo Diacono e Martire           | Villa del Bosco  | centro             |     |

### Vicariato di Robbio
| Parrocchia        | Patrono                                      | Comune            | Frazione/Quartiere | Web |
| ----------------- | -------------------------------------------- | ----------------- | ------------------ | --- |
| Robbio            | Santo Stefano Protomartire                   | Robbio            | centro             |     |
| Biandrate         | San Colombiano                               | Biandrate         | centro             |     |
| Borgo Vercelli    | Santa Maria Assunta                          | Borgo Vercelli    | centro             |     |
| Candia Lomellina  | Santa Maria della Grazie                     | Candia Lomellina  | centro             |     |
| Casalbeltrame     | San Martino Vescovo                          | Casalbeltrame     | centro             |     |
| Casaleggio Novara | Sant'Ambrogio                                | Casaleggio Novara | centro             |     |
| Castelnovetto     | Santa Maria delle Grazie                     | Castelnovetto     | centro             |     |
| Confienza         | San Lorenzo Martire                          | Confienza         | centro             |     |
| Cozzo Lomellina   | Santi Vittorino, Pietro e Michele            | Cozzo             | centro             |     |
| Landiona          | Santi Pietro e Paolo Apostoli                | Landiona          | centro             |     |
| Langosco          | San Martino Vescovo                          | Langosco          | centro             |     |
| Palestro          | San Martino                                  | Palestro          | centro             |     |
| Recetto           | San Domenico                                 | Recetto           | centro             |     |
| San Nazzaro Sesia | Santi Nazario e Celso                        | San Nazzaro Sesia | centro             |     |
| Torrione          | San Bernardino                               | Vinzaglio         | Torrione           |     |
| Vicolungo         | Natività di Maria, San Giorgio e San Martino | Vicolungo         | centro             |     |
| Vinzaglio         | Beata Vergine Assunta                        | Vinzaglio         | centro             |     |

### Vicariato di Santhià
| Parrocchia                | Patrono                         | Comune                 | Frazione/Quartiere | Web |
| ------------------------- | ------------------------------- | ---------------------- | ------------------ | --- |
| Santhià                   | Santi Agata e Giorgio           | Santhià                | centro             |     |
| Bianzè                    | Sant'Eusebio di Vercelli        | Bianzè                 | centro             |     |
| Borgo d'Ale               | San Michele Arcangelo           | Borgo d'Ale            | centro             |     |
| Castell’Apertole          | Santi Rocco e Giovanni Battista | Livorno Ferraris       | Castell’Apertole   |     |
| Cigliano                  | Sant'Emiliano                   | Cigliano               | centro             |     |
| Crova                     | Santi Pietro e Eusebio          | Crova                  | centro             |     |
| Livorno Ferraris          | San Lorenzo Martire             | Livorno Ferraris       | centro             |     |
| Moncrivello               | Sant'Eusebio Vescovo            | Moncrivello            | centro             |     |
| Salasco                   | Santi Maria Assunta e Giacomo   | Salasco                | centro             |     |
| Sali Vercellese           | Santi Desiderio e Clemente      | Sali Vercellese        | centro             |     |
| Salomino                  | Santi Grato e Valentino         | Tronzano Vercellese    | Salomino           |     |
| Saluggia                  | San Grato                       | Saluggia               | centro             |     |
| San Germano Vercellese    | San Germano                     | San Germano Vercellese | centro             |     |
| San Giacomo Vercellese    | San Giacomo Apostolo            | Livorno Ferraris       | San Giacomo        |     |
| Sant'Antonino di Saluggia | Sant'Antonino                   | Saluggia               | Sant'Antonino      |     |
| Tronzano Vercellese       | Santi Pietro e Paolo Apostoli   | Tronzano Vercellese    | centro             |     |

### Vicariato di Trino
| Parrocchia           | Patrono                                    | Comune               | Frazione/Quartiere | Web |
| -------------------- | ------------------------------------------ | -------------------- | ------------------ | --- |
| Trino Vercellese     | San Bartolomeo Apostolo                    | Trino                | centro             |     |
| Asigliano Vercellese | Beata Vergine Assunta                      | Asigliano Vercellese | centro             |     |
| Caresana             | San Matteo apostolo ed evangelista         | Caresana             | centro             |     |
| Costanzana           | San Martino Vescovo                        | Costanzana           | centro             |     |
| Crescentino          | Beata Vergine Assunta                      | Crescentino          | centro             |     |
| Desana               | Santi Pietro e Maurizio                    | Desana               | centro             |     |
| Fontanetto Po        | Santi Maria e Martino                      | Fontanetto Po        | centro             |     |
| Lamporo              | San Bernardo                               | Lamporo              | centro             |     |
| Lignana              | SS. Salvatore e Santi Germano e Cristoforo | Lignana              | centro             |     |
| Lucedio              | Beata Vergine Assunta                      | Trino                | Lucedio            |     |
| Motta dei Conti      | Santissima Annunziata                      | Motta de' Conti      | centro             |     |
| Palazzolo Vercellese | San Germano                                | Palazzolo Vercellese | centro             |     |
| Pertengo             | San Germano                                | Pertengo             | centro             |     |
| Pezzana              | Sant'Eusebio                               | Pezzana              | centro             |     |
| Prarolo              | Beata Vergine Assunta                      | Prarolo              | centro             |     |
| Rive                 | Santa Maria Assunta                        | Rive                 | centro             |     |
| Robella              | Beata Vergine Assunta                      | Trino                | Robella            |     |
| Ronsecco             | San Lorenzo Martire                        | Ronsecco             | centro             |     |
| San Genuario         | Santi Genuario e Silvestro                 | Crescentino          | San Genuario       |     |
| San Grisante         | San Crisante                               | Crescentino          | San Grisante       |     |
| Stroppiana           | San Michele Arcangelo                      | Stroppiana           | centro             |     |
| Tricerro             | San Giorgio Martire                        | Tricerro             | centro             |     |